# Kuny (Grande-Pologne)
Pour les articles homonymes, voir Kuny.
Kuny est une localité polonaise de la gmina rurale de Władysławów, située dans le powiat de Turek en voïvodie de Grande-Pologne. Elle se trouve à environ 10 kilomètres au nord de la ville de Turek et 111 km à l'est de Poznań, la capitale régionale. 

## Géographie

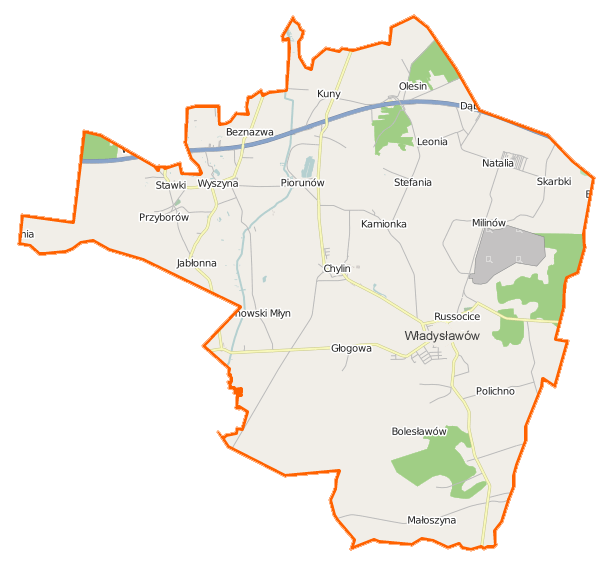
Carte de la gmina de Władysławów.